# Fraternité Hermétique de Louxor
La Fraternité hermétique de Louxor, généralement nommée à l'époque de son activité la H. B. of L. de son nom anglais Hermetic Brotherhood of Luxor, est une société occultiste dont le nom apparaît pour la première fois publiquement en 1884 en Angleterre. Son créateur, anonyme à l'époque, en serait Max Théon. Il se peut qu'elle ait eu un rôle à jouer dans la création de la Société théosophique ou de la Fraternité d'Eulis de Paschal Beverly Randolph. Elle influença certaines personnalités du monde du spiritisme et de l'occultisme de la fin du XIXe siècle, telles que Charles Barlet, Papus, Mme Blavatsky, Henry Steel Olcott ou même René Guénon[réf. souhaitée]. Sa devise était « Omnia vincit Veritas »,.

## Description
Apparue en 1884, la H. B. of L. était un ordre d'occultisme pratique, offrant à ses membres la possibilité de développer des pouvoirs occultes, tels la clairvoyance à travers l'usage du « miroir magique », du sexe ou des drogues,.

Cette acquisition de pouvoir devait permettre au néophyte de mener une initiation autonome via l'établissement de communications avec des entités désincarnées spirituellement avancées, entités qui constituaient le cercle intérieur de la H. B. of L. 

La H. B. of L. aura une ascension fulgurante dans les milieux occultistes de France, d'Angleterre et des États-Unis et deviendra une rivale de la société théosophique, où de nombreuses personnes étaient déçus par les enseignements trop « théoriques » et attirés par l'aspect « concret » de ceux de la H. B. of L.

H. P. Blavatsky sera d'ailleurs contrainte d'ouvrir une section ésotérique dans sa société en 1888 pour contrer les incessantes tentatives de recrutement de sa rivale.
Concernant sa doctrine, la H. B. of L. se contentera essentiellement de compiler les travaux d'anciens ésotéristes tels Henri-Corneille Agrippa de Nettesheim, Francis Barrett, Paschal Beverly Randolph, Antoine Fabre d'Olivet, Jean Trithème et Le Comte de Gabalis.

En faisant ouvertement la promotion de l'usage de drogues et de certaines idées telles la « Magie sexuelle » et la « médiumnité active », auparavant évoqués par les seuls Paschal Beverly Randolph, et Emma Hardinge Britten,, elle participera considérablement à implanter ces nouvelles tendances qui feront évoluer le milieu occultiste dans une direction nouvelle.
Son existence restera ignorée du grand public jusqu'à la parution des livres de René Guénon, en 1920 et des travaux de R. Swinburne Clymer en 1947.

## Fonctionnement de l'ordre
La H. B. of L. était divisé en deux cercles, l’intérieur et l’extérieur.
Elle créera des loges sur le modèle de la franc-maçonnerie à partir de 1885 mais abandonnera ce système après des scandales qui causeront la chute de la section anglaise.
Le cercle intérieur, censé donner des instructions au cercle exterieur, était composé de maîtres sur un autre plan, d'entités désincarnées.
Pour les contacter, il y avait donc la clairvoyance via l'usage des miroirs magiques, des boules de cristal ou de tout autre rituel de médiumnité active. La H. B. of L. ne pratiquait pas le spiritisme.
Dans les faits, il n'existe aucun témoignage concluant de contact avec le cercle intérieur.
Tout au plus certaines personnes, comme W. A. Ayton, apercevront ou sentiront la présence des esprits, mais la H. B. of L. ayant intégré l'usage des drogues à ses cérémonies il est difficile de juger de la valeur de ces témoignages.
Concernant l'organisation du cercle extérieur, concrètement, c'est Davidson et Burgoyne qui répondaient aux lettres adressés au Grand maître, écrivaient les papiers initiatiques de la H. B. of L. (surtout Davidson, Burgoyne n'ayant qu'une connaissance rudimentaire de l'occultisme) et récoltaient l'argent des cotisations. Le travail administratif était surtout réparti entre Davidson et Ayton.
Les responsables des trois sections (Barlet, Ayton et Johnson) avaient la charge d'assurer la correspondance avec les membres. Théon n'avait aucun rôle.

### Membres

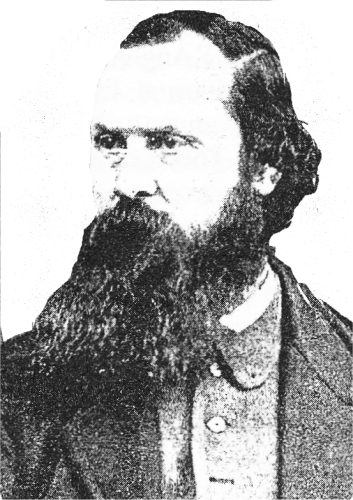
Peter Davidson

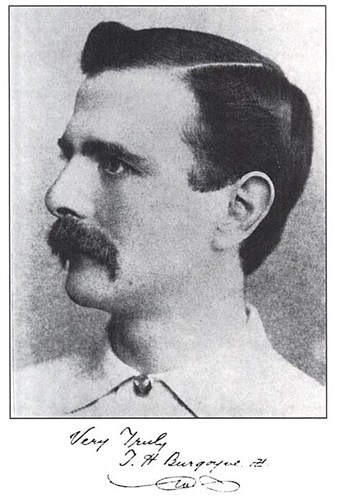
Thomas H. Burgoyne

Il ne subsiste aucune liste de membres. À l'heure actuelle, le recoupement de documents a permis d'identifier 270 personnes ayant été membres de la H. B. of L.
Membres fondateurs de la H. B. of L. et leurs titres :
- Max Théon (vrai nom inconnu. Dates de naissance et de mort inconnus, mais celles-ci sont communément admises : 1848-1927). Grand Maître du cercle extérieur ;
- Peter Davidson (1837-1915 ou 1842-1916)[15], Grand maître provincial pour le nord (1884-1888). Président de la section orientale (1888-1909) ;
- Thomas H. Burgoyne (vrai nom Thomas H. Dalton, 1855?-1895?). Secrétaire privé du conseil de la H. B. of L. (1884-1888).

Autres membres ayant exercé un poste de direction :
- F.-Ch. Barlet (1838-1921). Grand maître provincial de la section française[16] ;
- W. A. Ayton (1886-1905). Grand maître provincial de la section anglaise (1884-1888)[17],[18],[19] ;
- Thomas Moore Johnson (1851-1919), président de la commission de contrôle américaine[20] (1885-1888)[21], dirigeant de la loge d'Osceola[13].

Membres notables :
- Emma Hardinge Britten[22]
- Paschal Beverly Randolph[23]
- Robert H. Fryar
- Papus
- René Guénon[24]
- René Philipon
- J. D. Buck[25], membre de la commission de contrôle américaine[26]
- Edouard Blitz
- Gorham Blake[27]
- Sylvester Clark Gould
- Stanislas de Guaïta
- René Caillé[28]
- Louis Le Leu[28]
- Josephine Cables, dirigeante de la loge de New-York[13], membre de la commission de contrôle américaine[26]
- Elliot B. Page membre de la commission de contrôle américaine[26]
- William B. Shelley membre de la commission de contrôle américaine[26]

Personnalités notables du milieu occultiste qui furent refusées :
- William Quan Judge[29]
- Constance Wachtmeister[30]
- R. A. Campbell[31]
- T. H. Pattison[32]
- Elliott Coues[33]

### Recrutement et dispense de l'enseignement
La H. B. of L. se faisait connaître publiquement au moyen de prospectus circulant au sein du milieu et de publications dans la presse spécialisée de l'époque.
Elle disposait entre autres à ces fins du magazine de Peter Davidson The Occult Magazine.

En 1884, la personne désireuse de rejoindre l'ordre devait envoyer une lettre à un certain Theon ou Theosi et à partir d'avril 1885 à Peter Davidson,,, le nom de Max Théon n'étant plus mentionné.

Le postulant recevait en réponse une lettre émanant d'une personne agissant pour le compte du « grand maître » lui réclamant une photographie et un horoscope afin de juger de son aptitude à intégrer l'ordre. 

Aucune liste de membres ne subsiste, mais on sait que des candidats ont été refusés, ce qui semble conférer une apparence de bonne foi à une organisation qui a souvent été dénoncée par ses ennemis comme une affaire financière frauduleuse.

Ceux qui étaient acceptés recevaient leurs premiers documents initiatiques, des serments et des questionnaires, ainsi que la révélation du vrai nom de la H. B. of L. Une correspondance amicale s'établissait alors entre le néophyte et le représentant local de la H. B. of L. 

Les documents étaient envoyés au néophyte petit à petit, et il devait attendre un délai, qui pouvait parfois atteindre des années, avant de se voir révéler les rituels d'auto-initiation.
La structure en degrés de l'ordre était, selon les sources, de quatre initiations et neuf degrés ou neuf degrés en trois grades.
Le droit d'entrée et d’initiation au premier grade était de 5 $, la souscription annuelle de 1,25 $. Le passage d'un nouveau degré de l'initiation coûtait 5 $.
Cette somme est plus importante qu'on ne pourrait le croire. En effet à l'époque le travail était rémunéré entre 0,50 et 0,75 $ par jour pour un salaire mensuel généralement compris entre 13 et 25 $. Pour 100 $ on pouvait par exemple s'acheter le bois de charpente nécessaire à la construction d'une maison ou un bon cheval.
Comme dans toutes les sociétés occultes, les enseignements furent donnés sous le serment du secret, lequel resta presque universellement inviolé.

### Rituels
La partie finale de la pratique occulte de la H. B. of L., le rituel initiatique, était étonnamment quelconque et générique.
L'explication de cette attitude nonchalante envers les rituels (mais non envers l'initiation elle-même) est fournie dans un des papiers de la H. B. of L. : les maîtres du cercle intérieur sont seuls responsables de l'initiation, tout rituel ne peut être qu'un spectacle extérieur destiné à impressionner le néophyte.
Le trait le plus frappant de cette cérémonie, qui pourrait être décrit comme une addition d'éléments disparates de la magie cérémonielle traditionnelle occidentale, est l'absence totale d'emprunt à la franc-maçonnerie, mine d'où presque tous les groupes occultes ont extrait leurs rituels.
L'élément central, la prière aux élémentals, semble avoir été assemblée à partir du recueil des travaux d'Éliphas Lévi et du Comte de Gabalis,. Les autres éléments furent pris dans les œuvres d'Henri-Corneille Agrippa de Nettesheim, de Francis Barrett (on sait que Davidson possédait un exemplaire du livre The Magus) et du Comte de Gabalis, avec des additions faites du travail de Randolph sur les méthodes divinatoires et l'usage de drogue.
L'insistance à vouloir conjurer les elementals, entités dont le rôle fut fixé par Paschal Beverly Randolph et popularisé par H. P. Blavatsky, est assez curieuse, car ils ne semblent pas avoir joué un rôle majeur dans la magie de l'ordre.
Concernant la consommation de drogue, dans la droite ligne de Max Théon, dont les techniques permettant de fumer de l'opium sans danger donnaient lieu à des publications et de Paschal Beverly Randolph, qui insistait sur l'importance du haschish pour développer la clairvoyance,, la H. B. of L. en fera l'élément crucial de ses cérémonies. Cette drogue sera nommée pour l'occasion jus de soma en référence à la tradition védique.
Notons pour remettre ces choses dans leur contexte qu'à l’époque tant l'opium que le haschish étaient autorisés et d'usage ordinaire chez les magnétiseurs européens des années 1850-1860.

### Doctrine
Malgré la participation tant vantée des hiérarchies célestes, la doctrine de la H. B. of L., exposée dans ses documents secrets, était une œuvre collective dans laquelle Burgoyne et Davidson ont repris les travaux d'occultistes antérieurs.
Le corpus de la H. B. of L. sera essentiellement constitué de variations sur les thèmes dominants de l'époque, notamment le mythe de l'âge d'or et de son savoir perdu tel qu'exposé dans le monde anglo-saxon en 1836 dans l'œuvre majeure de Godfrey Higgins, Anacalypsis, et en France en 1824 par les travaux d'Antoine Fabre d'Olivet, ainsi que le mythe de l'androgyne, assez en vogue à cette époque.

Largement théorique et compilée à partir de livres anciens, et en fait assez secondaire si l'on considère que le but de la H. B. of L. était de faire de l'argent, cette doctrine manquera cruellement de conviction personnelle et de travaux expérimentaux tels qu'on peut en trouver dans l'œuvre de Paschal Beverly Randolph, à qui la H. B. of L. empruntera le savoir relatif à la clairvoyance et à l'usage de drogue. C'est avec raison que René Guénon affirmera plus tard qu'on pouvait trouver dans la Fraternité d'Eulis les antécédents de la H. B. of L., mais l'histoire ne nous a pas laissé de traces d'un lien direct entre les deux sociétés secrètes.

#### Bref aperçu des principaux thèmes
S'inscrivant dans la pensée d'Hermes Trismegiste et la vision d'un macrocosme et d'un microcosme, la H. B. of L., de même que le Mouvement Cosmique de Max Théon et la pensée de René Guénon, ne reconnaît pas la notion d'égalité et affirme au contraire que tout dans l'univers obéit à une hiérarchie non contraignante, vue comme une « autorité sacrée sanctionnée par la nature des choses. »
La doctrine des cycles telle qu'exposée par la H. B. of L., adaptation des doctrines hindoues affirmant que l'homme doit revenir au point d'où il émane, est typique de la pensée occultiste des années 1870-1880. La H. B. of L. fit aussi des emprunts à l'œuvre de Jean Trithème pour construire cette partie de sa doctrine.
Le Kali Yuga, et en filigrane l'arrivée de l’ère du Verseau, sont aussi abordés.
Le rôle du sexe dans la descente de l'âme dans la matière et son retour vers les sphéres célestes, en parfaite adéquation avec le mythe de l'androgyne, est un pur plagiat de l'œuvre de Paschal Beverly Randolph, additionné clairement d'emprunts à Hargrave Jennings, Emma Hardinge Britten, et même Helena Blavatsky. Il est décrit essentiellement dans le texte Les mystères d'Eros qui est un plagiat du livre Eulis! de Paschal Beverly Randolph.
L'enseignement de la H. B. of L. concernant la clairvoyance sera également repris intégralement de l'œuvre de Paschal Beverly Randolph, avec des ajouts provenant d'Agrippa et de The Magus de Francis Barrett.
La partie doctrinale concernant l'usage des drogues est plagiée sur Paschal Beverly Randolph et Max Théon, ainsi que plus généralement sur les us et coutumes des magnétiseurs de cette époque.

## Histoire et légendes de la H. B. of L. de 1884 à 1888
Cette première période sera marquée par son apparition, la construction de son mythe, son ascension fulgurante en 1885, la disparition tout aussi fulgurante de la section anglaise en 1888, et la fuite de ses deux dirigeants aux États-Unis en avril de la même année.

### Première apparition
Apparu pour la première fois vers la fin de 1884 avec la parution d'une discrète annonce dans l'édition anglaise du livre de Robert H. Fryar The divine pymander of Hermes Mercurius Trismegistus, la H. B. of L. se présenta comme un ordre initiatiques très ancien, existant depuis l'époque d'Hermes Trismegiste.
La date de la fondation supposée de l'ordre, 4320 avant 1881, est symbolique, le premier chiffre appartenant à un système de cycles cosmiques,, et le second à un autre système s'imbriquant dans le précédent,.

### Origines légendaires
On ignore l'histoire exacte de la création de la H. B. of L.

Une analyse biographique de Davidson et Burgoyne permet de douter sérieusement qu'ils aient pu en être les fondateurs.

Ce rôle est en général attribué à l’énigmatique Max Théon, personnage dont on ignore à peu près tout, y compris son véritable nom, et à la Brotherhood of Luxor, une société secrète dont on ignore également à peu près tout, si ce n'est qu'elle fut la créatrice de la société théosophique en 1875.
Burgoyne, Davidson et certains auteurs,,, écriront que la H. B. of L. existait bien avant 1884 et l'assimileront à la mystérieuse Brotherhood of Luxor, décrite comme une société secrète en sommeil très ancienne.
Ce sera à partir de 1885 le point de vue de la plupart des occultistes, celui de René Guénon,, de Clymer en 1947 et plus tard celui de tous les occultistes qui aborderont ce sujet.
Cette histoire antérieure de la H. B. of L. est décrite dans une lettre envoyée à F.-Ch. Barlet par Peter Davidson en 1887. 

Le cercle intérieur de la H. B. of L. y est décrit comme ayant été formé à la suite d'une division qui se produisit en 2439 av. J.-C. entre les initiés hermétiques égyptiens. Cette division était la conséquence de la différence qui existait entre la caste sacerdotale, dont le centre deviendra Thèbes, et ceux qui avaient travaillé dur et franchi les grades des écoles ou séminaires d'occultisme, par pur amour de la vérité qui installeront leur centre à Louxor.

Essaimant au fil du temps de nombreux cercles extérieurs, ces deux ordres seraient par la suite à l'origine de la totalité de l'ésotérisme occidental et de ses sociétés secrètes, y compris l'école de Pythagore et la franc-maçonnerie,.
La H. B. of L. de 1884-1909 trouverait son origine en 1870 dans la volonté du cercle intérieur de créer un cercle extérieur en Angleterre, envoyant à cette fin un adepte initier Max Théon, qui, une fois devenu lui-même adepte, inspirera la création dans un premier temps de la Société théosophique, puis de la H. B. of L. et enfin du Mouvement Cosmique.
Cette version des faits liant entre elles ces sociétés occultes est accréditée par un témoignage de Davidson remontant à 1877 et une lettre d'Ayton de 1887 rapportant son initiation en 1873 par un tibétain rencontré de façon astrale, le plaçant dans une situation similaire à celle de H. P. Blavatsky avec ses « Mahatmas tibétains ».

Max Théon, qui a rencontré H. P. Blavatsky au Caire en 1871, a tout du chaînon manquant qui relirait entre elles ces sociétés secrètes,, dont les grands maîtres présentent une similitude pour le moins troublante quant à leur initiation.
Au sujet de la controverse de la Brotherhood of Luxor, l'opinion des théosophes sera invariable et bien résumée par cette phrase d'Henry Steel Olcott en 1892 : « La H. B. of L. n'est qu'un ordre sinistre d'occultisme de bas étage, une parodie grotesque de la véritable Brotherhood of Luxor. »
Emma Hardinge Britten, considérée en cette fin de XIXe siècle par ses pairs comme l'historienne quasi-officielle du spiritisme,, émettra en 1887 un avis similaire et ce malgré la haine profonde qu'elle nourrissait envers H. P. Blavatsky et la société théosophique depuis son départ pour l'Inde.
Finalement, qu'il y eut ou non un lien entre la H. B. of L. et la Brotherhood of Luxor restera une des questions non résolues de l'histoire de l’ésotérisme.

### Rôle de Max Théon

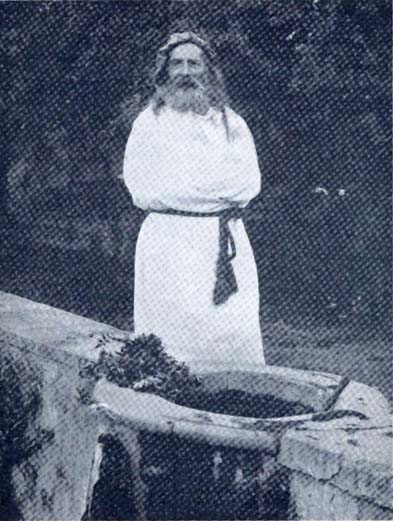
Max Théon.

Le rôle de Max Théon était donc de mettre en contact les autres (Burgoyne, Davidson…) avec le cercle intérieur de la H. B. of L.. Une fois le contact établi, Théon se retirait, les laissant libres d’organiser la Confrérie comme ils le souhaitaient. Théon n’apportait pas non plus ses propres idées ou documents à l’Ordre.
Il ne semblait pas non plus dépendre d’une structure hiérarchique et donnait l’initiation à qui il voulait, agissant comme un Qutb, un pôle spirituel.
En dépit du titre de « Grand Maître », il ne jouera absolument aucun rôle dans l'organisation de la H. B. of L., et si son nom n'était pas mentionné sur les premières publications de l'ordre on pourrait même douter de son implication.
On ne sait ni quand ni comment Max Théon et Peter Davidson se rencontrèrent, ni quand et comment Davidson et Burgoyne se retrouvèrent mis en contact. Davidson et Théon ne se sont peut-être jamais rencontrés.
La rencontre de Burgoyne et Théon aurait eu lieu, selon les sources, après un épisode de voyance ou dans un parc à Londres alors que Burgoyne lisait un livre d'occultisme. Ils auraient par la suite sympathisé et créé la H. B. of L., d'après Gorham Blake dans le but exclusif de faire de l'argent. Toujours d'après Blake, l'escroquerie immobilière de Loudsville fut planifiée dès le commencement.
Quelles qu'aient été les circonstances de leur rencontre, Burgoyne rendra de nombreuses visites à Max Théon, et son initiation remontera à cette époque. Max Théon disparaîtra ensuite du jour au lendemain avec toute sa famille, sans prévenir ses associés et sans laisser de traces. Burgoyne s'en rendra compte en trouvant une maison vide au moment de sa visite habituelle au grand maître.
De nombreux membres de la H. B. of L., y compris le chef de la section anglaise W. A. Ayton douteront de l'existence de Max Théon, et Burgoyne devra insister pour les convaincre que ce personnage existait bel et bien.

### Naissance du mythe
Le premier écrivain à assimiler la H. B. of L. ou son cercle interieur à la Brotherhood of Luxor sera Sylvester Clark Gould, membre de la H. B. of L. en 1885 et fondateur de la Societas Rosicruciana in America, équivalent américain de la Societas Rosicruciana in Anglia fondée en 1866. Gould était l'éditeur de American notes & query miscellaneous qui comportait de nombreux articles occultes. Alexander Wilder, John Yarker, Robert Fryar et Peter Davidson y écrivirent des articles et y firent de la publicité pour leurs publications. Gould était également en contact étroit avec Edouard Blitz, qui sera plus tard l'homme qui importera le martinisme papusien aux États-Unis.
Aux écrits de Gould qui toucheront les milieux occultes de France, d'Angleterre et des États-Unis, il faudra rapidement ajouter les publications de la H. B. of L. qui prendra à partir de 1885 ce mythe à son compte.
Au vu de la grande convergence d'idée que présentait le milieu occultiste de l'époque, l’hypothèse qu'une même société occulte en sommeil ait pu être à l'origine des autres était loin d’être saugrenue.
En effet, jusqu'aux années 1881-1885, aussi bien le spiritisme supérieur d'Emma Hardinge Britten et Paschal Beverly Randolph, que la Société théosophique de l'époque d'Isis unveiled, Max Théon et la H. B. of L. étaient engagés dans un effort commun dont le but affiché était de sauver la civilisation occidentale du double danger du matérialisme scientifique et de son contraire, la religiosité infantile venant des églises et du spiritisme.
À partir de 1885, le milieu occultiste traversera une crise profonde, provoquée par la trahison de la « doctrine commune » par la Société théosophique, devenue réincarnationniste.
Profitant de ces circonstances, Burgoyne et Davidson développeront une rhétorique anti-théosophe très agressive et positionneront la H. B. of L. à l'avant-garde de l'opposition à la nouvelle doctrine de H. P. Blavatsky, dans un rôle de porte-parole et représentant de l'occultisme véritable, ralliant ainsi de façon purement émotionnelle et irréfléchie les occultistes, provoquant une adhésion aveugle à leurs histoires et fédérant le milieu derrière eux.

### Activités frauduleuses
De 1884 à 1888 Davidson et Burgoyne utiliseront la H. B. of L. et The Occult magazine pour demander des contributions financières afin de réaliser divers projets qui ne verront jamais jour.
En 1884 les levées de fonds étaient modestes et leur prétendu but était la réimpression de vieux livres, afin de mettre le savoir ancien à disposition de tous à un prix modéré.
La plus grosse escroquerie, le projet de « colonie ésotérique », pour lequel Davidson et Burgoyne demanderont à leurs adhérents des fonds considérables, démarrera en 1885 par des publications mensuelles dans the occult magazine et des prospectus envoyés aux adhérents.
Pour attirer des souscripteurs, Burgoyne et Davidson leur feront miroiter des revenus importants, censés venir d'orangeraies, de la culture d'oliviers et de la présence d'une mine d'or (censée rapporter 15 000 £ par an) sur le terrain qu'ils projetaient d'acheter. Gorham Blake, membre de la H. B. of L. et propriétaire d'un ranch à Loudsville, au nord-est de la Géorgie, se fera leur complice en confirmant les dires des deux grands maîtres, faux-documents à l'appui. C'est chez lui qu'iront Burgoyne et Davidson lorsqu'ils fuiront aux États-Unis pour échapper à la justice anglaise.

Par ailleurs en associant les noms de personnalités reconnues comme W. A. Ayton ou l'éditeur Hay Nisbet à leur escroquerie (en les mentionnant comme administrateurs du projet), Davidson et Burgoyne réussiront au total à vendre, selon les sources, 4 000 à 8 000 actions de 5 £, soit une escroquerie de 20 000 à 40 000 £.
La dénonciation de cette escroquerie par les théosophes causera la chute de la section anglaise de l'ordre en 1888.
Concernant son hypothétique organisation, Davidson et Burgoyne ont repris sans y changer grand-chose les idées de Max Théon.

La colonie aurait donc en toute logique du ressembler à Auroville, également inspiré des textes de Max Théon.
En 1888, Burgoyne, alors en fuite aux États-Unis, prononcera cette phrase qui fera date : "Si vous voulez faire de l'or, extrayez-le de la crédulité humaine"

### Le conflit avec la Société Théosophique (1885-1888)
Quelle que soit la vérité sur ses origines et liens avec la Brotherhood of Luxor, la H. B. of L. profitera de façon opportuniste de cette quasi homonymie et des circonstances favorables de cette année 1885 pour bâtir son mythe et se développer, et ce au détriment de sa rivale.
La réplique de la société théosophique arrivera en 1888, et elle sera impitoyable.

#### Attaques de la H. B. of L.
L'offensive de la H. B. of L. contre sa rivale sera constituée d'une campagne de presse agressive et incessante, qui s'étalera de 1885 à 1888. La H.B. of L. utilisera à cette fin les journaux qu'elle contrôlait, soit The occult magazine en Angleterre et American notes & query miscellaneous en Amérique ainsi que des tracts et les réunions de ses loges, au cours desquelles les membres étaient appelés à débaucher les théosophes. En France les attaques seront plus réservées à cause de la volonté opportuniste de Papus et Barlet de ménager leurs adhérents. Ainsi ni l'ordre martiniste ni les journaux ésotéristes français tels l'antimatérialiste ou le magicien ne participeront à ce conflit, Barlet modifiant même les articles qu'il écrivait pour The occult magazine afin d'en faire paraître des versions acceptables pour tous dans Le magicien.

La H. B. of L. sera rejointe dans son combat par The Two World, le journal d'Emma Hardinge Britten, qui avait un compte à régler avec H. P. Blavatsky et la société théosophique.
Décrite comme une première tentative ratée du cercle intérieur de la H. B. of L., assimilé désormais à la Brotherhood of Luxor, de corriger la voie malencontreuse qu'avait pris le spiritisme, dont la H. B. of L. revendiquera aussi à cette occasion la paternité, la société théosophique serait désormais à la dérive et manipulée par un « ordre bouddhiste inférieur »,,.
Outre l'appropriation de la Brotherhood of Luxor, la H. B. of L. incorporera aussi à son mythe les mahatmas indiens en contact avec H. P. Blavatsky, prétendant qu'ils étaient membres du fameux cercle intérieur de l'organisation.
Dans une tentative encore plus vaste de récupération, elle s'appropriera également les entités Austria et Le Chevalier Louis de B., dont le savoir fut exposé de façon complète par Emma Hardinge Britten, en 1876 dans Ghost Land.
Également, la H. B. of L. diffusera des lettres de H. P. Blavatsky, fournies par l'escroc indien Hurrychund Chintamon, pour tenter de discréditer sa nouvelle doctrine et de la discréditer, provoquant la rage de la présidente de la société théosophique.
Enfin, la H. B. of L. multipliera les démarches agressives de recrutement à l'attention des théosophes.

#### Riposte de la Société théosophique
H. P. Blavatsky, hostile à la H. B. of L. dès le moment où elle en apprit l'existence, fera longtemps fausse route quant à l’identité des grands maîtres de l'ordre.
Persuadée que Davidson, la seule figure visible de la H. B. of L., n'en était ni le maître ni le créateur et qu'il était impossible que Max Théon dirige l'organisation depuis Tlemcen, H. P. Blavatsky sera longtemps persuadée que la doctoresse Anna Kingsford était à la tête de l'organisation.
Ces soupçons trouvaient leur origine dans un faisceau de concordances.
Anna Kingsford avait été jusqu'en 1884 la dirigeante de la loge de Londres de la société théosophique, avant de faire sécession, rompre avec H. P. Blavatsky et créer sa propre société secrète, l'Hermetic Society, au même moment où apparaissait la H. B. of L.
De plus, elle publiera dans la maison d'édition de Fryar The Virgin of the world dans la même collection et en même temps que The divine Pymander, livre dans lequel se trouvait la première annonce de la H. B. of L., qui de plus contenait déjà de la rhétorique anti-théosophique.
Ce n'est que fin 1886, ses recherches sur Anna Kingsford ne donnant rien qu'H. P. Blavatsky envisagera d'autres hypothèses.
À partir de l'année 1887, Anna Kingsford, mourante à cause d'une tuberculose qui l'emportera en 1888, sera définitivement écartée de la liste des suspects d'H.P. Blavatsky.
Entre-temps, la société théosophique avait réussi à infiltrer sa rivale et placer un espion au sein de sa section anglaise, le Docteur Jirah Dewey Buck, personnage en contact avec Davidson depuis plusieurs mois et accepté comme néophyte dans la H. B. of L sous la direction d'Ayton en novembre 1885.
Buck leur transmettra des informations à propos du projet de colonie ésotérique et lorsque le grand maître provincial de la section anglaise, W. A. Ayton, sera averti par la Société théosophique que Burgoyne utilisait son nom dans le cadre d'une escroquerie immobilière, il désavouera la H. B. of L et rejoindra J. D. Buck dans sa quête d'information,.
Dorénavant aidé par Ayton, l'espionnage portera ses fruits puisqu'en 1887, H. P. Blavatsky, la comtesse Wachtmeister et J. D. Buck découvriront la véritable identité de Burgoyne, et après quelques recherches son passé criminel, ce qui leur permettra de mettre la main sur nombre de documents attestant de ses condamnations passées,
Ayton et les théosophes découvriront aussi qu'Hurrychund Chintamon, qui leur avait escroqué de l'argent à Bombay en 1879, était mêlé à la H. B. of L.. On a peu d'informations sur son rôle, mais il semblerait qu'outre le fait d'avoir fourni à la H. B. of L. la correspondance entre H. P. Blavatsky et Otho Alexander il se soit aussi fait passer pour Max Théon auprès de certains neophytes afin de les convaincre de la probité de l'ordre.
La présentation par Ayton et Buck lors d'une réunion de la loge de Londres de ces documents et l'exposition de la fraude immobilière, entraînera la dissolution immédiate de cette loge, la désolidarisation de Fryar et la fuite de Burgoyne et Davidson aux États-Unis le 29 avril 1888.
Les deux grands maîtres de la H. B. of L. ne reviendront jamais en Europe.
La Société théosophique orchestrera ensuite une campagne de presse dans laquelle elle dénoncera l'aspect frauduleux de la H. B. of L. et diffusera les copies d'un journal de Leeds où fut exposée une escroquerie à l'emploi monté par Burgoyne en 1882. Cette escroquerie lui avait valu une peine de sept mois de prison,.
En plus d’être présenté comme une personne indigne de confiance et malhonnête, Burgoyne perdra aussi toute crédibilité auprès du milieu occultiste qui le considérait jusque-là comme un magicien noir.
La section anglaise de la H. B. of L. cessera immédiatement d'exister.
Les théosophes fourniront par la suite aux autorités américaines des documents sur le passé et l'escroquerie immobilière de Burgoyne, mais ce dernier ne sera jamais inquiété.
Après cet épisode, la H. B. of L. deviendra une entité très différente de ce qu'elle fut au moment de son apogée.

## Histoire et légendes de la H. B. of L. de 1888 à 1909
Une fois la section anglaise dissoute en avril 1888, les sections françaises et américaines de l'ordre se retrouveront séparées. Très vite, elles seront comme deux organisations différentes.

### Postérité de la section anglaise
Sur les décombres de la section anglaise de la H. B. of L. et de l'Hermetic Society de la désormais défunte Anna Kingsford naîtra l'Hermetic Order of the Golden Dawn in the Outer fondé cette même année par William Wynn Westcott.
Cette société deviendra plus tard le bien connu Holy Order of the Golden Dawn dont Aleister Crowley sera membre.
Cette organisation, en menant des opérations solennelles de magie cérémonielle avec des temples, des cercueils, des épées, des costumes et autres décors empruntés à la franc-maçonnerie, possédera un charme qui manqua entièrement tant dans la Société théosophique que dans la H. B. of L.
Contrairement aux milieux occultistes français et américains qui mythifieront par la suite la H. B. of L., le milieu occultiste anglais tournera la page définitivement en 1888.

### Histoire de la section américaine
Peu de temps après leur arrivée chez Gorham Blake à Loudsville, en Géorgie, Davidson et Burgoyne prendront des chemins séparés.
Burgoyne quittera toute fonction au sein de la H. B. of L. pour se diriger vers Denver, où il escroquera 100 000 $ à un membre de l'ordre, puis la Californie, où il montera une nouvelle organisation occulte nommée la Church of Light basée sur les écrits du livre The Light of Egypt, compilation de la doctrine de la H. B. of L. qu'il fera paraître en 1889.
Davidson restera à Loudsville où il achètera un ranch à côté de la propriété de Gorham Blake, et continuera à faire marcher la H. B. of L. en France et sur une grande partie des États-Unis.
Sa correspondance avec les membres français montre la difficulté qu'il avait à obtenir le transfert de petites sommes d'argent à sa poste locale.
Il continuera aussi dans un premier temps la vente de livres, de boules de cristal et de miroirs magiques, puis diversifiera ses activités, lançant un magazine à portée ésotérique sur le modèle de The occult magazine, The morning star qui paraîtra de 1892 à 1910, mais aussi un magazine local, Mountain Musings, qui sera sans rapport avec ses activités occultes.
Davidson exercera aussi la médecine alternative, et ses activités de guérisseur lui vaudront des problèmes avec la justice américaine. Des documents subsistent des cas traités par Davidson et de ses méthodes.
À partir de 1897, Davidson et son fils rachèteront une imprimerie et un journal de Cleveland nommé The Courrier atteignant ainsi une certaine respectabilité.
La section américaine de la H. B. of L. déclinera petit à petit pendant toutes ces années, Davidson consacrant de moins en moins d'énergie à faire vivre sa société secrète, lui préférant ses nouvelles activités.
Max Théon, avec qui Davidson semble avoir renoué contact à partir de 1900, fera fermer la dernière loge, celle de Denver, en 1909, marquant la fin définitive de l'ordre.
Peter Davidson mourra à Loudsville en 1915.
Le souvenir qu'il laissera sera celui d'un guérisseur, et du distillateur ayant fait le meilleur alcool de contrebande alentour lors de la prohibition.
Ses descendants sont toujours propriétaires des journaux et de l'imprimerie qu'il avait acquise de son vivant, et sa famille est toujours propriétaire du ranch qui aurait dû accueillir la colonie ésotérique de la H. B. of L.

### Histoire de la section française

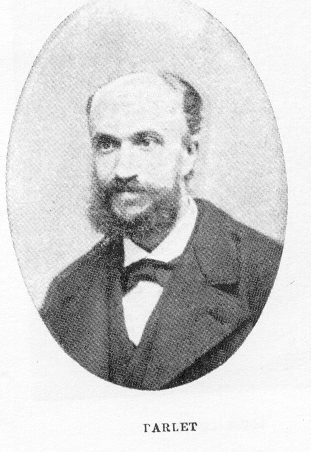
F.-Ch. Barlet

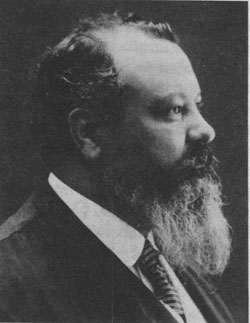
Papus

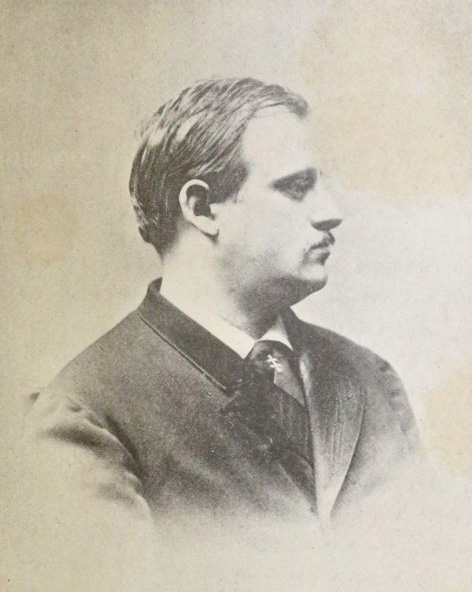
Stanislas de Guaïta

Épargnée par les événements qui eurent lieu en Angleterre, la section française de la H. B. of L. restera une organisation solide.
Néanmoins, à cause de la difficulté qu'il éprouvait pour la gérer depuis Loudsville, Davidson l'abandonnera à F.-Ch. Barlet, qui la gérera de façon autonome.
Ce dernier lui restera fidèle un certain temps, puis tiendra de moins en moins compte de lui, pour finir par ne plus lui transmettre l'argent des cotisations.
De 1887 à 1891 c'est le G.I.E.E. créé par Papus qui servit de base de recrutement pour la H. B. of L..
L'ordre martiniste créé en 1891 en remplacement du GIEE aurait dû avoir la même utilité et être sous le contrôle de la H. B. of L., mais Papus, personnage intelligent et ambitieux, gardera un contrôle total sur sa société.
Les ascensions fulgurantes de l'ordre martiniste et de l'ordre Kabbalistique de la Rose-Croix mettront alors le milieu occultiste français à la veille d'un bouleversement qui allait marquer son histoire, et Papus, très conscient de l'affaiblissement de Davidson, dans la position de pouvoir en prendre un contrôle absolu.
Concernant la H. B. of L., cela se passera en deux étapes.
Dès 1890, Un proche de Papus, Edouard Blitz, fera tout pour dé-crédibiliser Davidson, par des campagnes de presse ou les discussions des loges, entraînant une certaine rupture entre lui et le milieu occultiste français.
Puis en 1892, Papus, Barlet et Stanislas de Guaita s'entendront pour prendre pour de bon le contrôle du milieu occultiste français, faisant perdre tout pouvoir à Davidson sur la branche française de son ordre, qui passera sous l'emprise totale de l'occultisme papusien et sera utilisée comme un grade intermédiaire entre le martinisme et la Rose-Croix.
Son fonctionnement avec son cercle intérieur d’êtres désincarnés à contacter par médiumnité n'était pas un problème pour le milieu occultiste français qui au contraire se passionnait pour ces pratiques depuis le voyage astral de Saint-Yves d'Alveydre à l'Agartha entre juin 1886 et janvier 1887,.
Une fois la section française de la H. B. of L. sous son contrôle, Papus s'appropriera aussi son mythe, celui d'une société secrète ancienne, possédant un grand savoir, et identifiée à la Brotherhood of Luxor.
En reprenant à leur compte ce mythe, ce sont désormais tous les cercles papusiens qui pourront se réclamer d'une filiation avec une société secrète ancienne, et Papus augmentera par cette manœuvre son prestige, sa crédibilité et son pouvoir sur un milieu occultiste français qui passera entièrement sous sa coupe
Ainsi, cette histoire créée en 1885 lors de la guerre de Davidson et Burgoyne contre la société théosophique servira à partir des années 1890 à bâtir le mythe de Papus, qui bien que parfaitement au courant des dessous de la H. B. of L., non seulement fermera les yeux sur l'aspect frauduleux de l'affaire mais mettra toute sa puissance au service de la construction du mythe, mettant à contribution aussi bien la presse spécialisée que ses livres et les loges des ordres occultes qu'il contrôlait.
Papus se tournera ensuite contre ses derniers rivaux en France, les antoinistes, sur lesquels sa victoire viendra en 1894 avec la mort de Joseph-Antoine Boullan, successeur d'Eugene Vintras et chef de la secte rivale. Papus et Stanislas de Guaita ayant émis une sentence de mort contre lui peu de temps avant son décès suspect, la presse les accusera de l'avoir assassiné.
La légende de Papus continuera alors à s'écrire avec plusieurs duels au pistolet, impliquant d'une part Papus et Stanislas de Guaita et d'autre part les défenseurs des antoinistes, parmi lesquels on trouvera notamment l'écrivain et journaliste Jules Bois, qui sera blessé au bras lors d'un duel au sabre qu'il perdra contre Papus, et l'écrivain Joris-Karl Huysmans, qui de son côté présentera des excuses publiques pour éviter un duel au pistolet.

Abondamment relayés et commentés par la presse, ces duels défrayeront la chronique du Paris de la Belle Époque.
Leurs ennemis anéantis, les principaux ordres occultes français et la presse spécialisée sous leur contrôle, leur prestige et leur crédibilité au plus haut grâce à leurs livres, à leurs exploits relayés par la presse et au mythe de la H. B. of L. (filiation avec une société secrète ancienne) admis par les ésotéristes, c'est la consécration pour Barlet, Guaita et surtout Papus, qui sera en quelques années devenue une personne incontournable dans le milieu occulte et que la presse appelle désormais le Balzac de l'occultisme.
En 1899, alors que le milieu occultiste français atteignait son apogée, F.-Ch. Barlet dissoudra la section française de la H. B. of L. après un ordre de Max Théon, qui voulait faire place nette afin de lancer le Mouvement Cosmique, nouvelle organisation puisant sa doctrine dans des écrits d'outre-tombe obtenus par sa femme via des méthodes similaires à celles de la Pythie de Delphes.
La disparition de la H. B. of L. sera longtemps reprochée à F.-Ch. Barlet qui sera victime de la calomnie au sein du milieu occultiste.
Par la suite, Papus restera un personnage incontournable jusqu'à sa mort en 1916, à la suite de quoi sa légende, ainsi que celle de la H. B. of L., passeront à la postérité. Les générations suivantes ne disposant d'aucun document à son sujet, le mythe de la H. B. of L. subsistera tel qu'il fut écrit par Burgoyne et Davidson, puis Papus.

## Postérité

### Influence posthume
Les idées d’expériences occultes par l'usage des drogues, du sexe ou de ce qu'on appellera plus tard le « channeling », popularisées dans le milieu occultiste par la H. B. of L., seront abondamment développées et déformées par les générations qui suivront.
En France, c'est à travers ces écrits que les grandes figures de l'occultisme de la belle époque (Papus, Sedir, Barlet...) s'initieront à la magie pratique.
Guénon pourrait aussi devoir plus qu'il ne veut bien l'admettre au corpus de la H. B. of L. concernant la tradition primordiale[évasif].
En Angleterre elle influencera la Golden Dawn et ouvrira la voie plus tard à des personnages comme Aleister Crowley qui devront beaucoup au travail de la H. B. of L. sur les idées de magie sexuelle et d'usage mystique des drogues.
Aux États-Unis le livre de Burgoyne The Light of Egypt servira de référence pour des groupements spirituels californiens, eux-mêmes précurseurs de ce qui deviendra plus tard le mouvement New Age.
Burgoyne, ayant réussi à se procurer 100 000 $ auprès d'un ancien membre de la section américaine de la H. B. of L., fondera lui-même en Californie la Church of Light, secte qui connaitra une vive expansion et existe toujours aujourd'hui.

### Postérité du mythe
Le mythe de la H. B. of L. passera définitivement à la postérité en 1920 après avoir été repris par René Guénon dans ses livres Le théosophisme, histoire d'une pseudo-religion et l'erreur spirite,, livres qui feront longtemps autorité auprès des universitaires comme des ésotéristes.
Basés sur les articles et documents de la H. B. of L. et les archives de l'ordre Kabbalistique de la Rose-Croix qui lui seront remis par F.-Ch. Barlet à la dissolution de l'ordre, les livres de Guénon colporteront le point de vue de Burgoyne, Davidson et de l'occultisme papusien, dont par ailleurs il avait été proche.
À moins qu'il n'ait dans ses textes, lorsqu'il parlait de la H. B. of L., toujours fait référence qu'à son cercle intérieur...
Les travaux de R. Swinburne Clymer en 1947, basés sur les écrits laissés par Davidson et Burgoyne aux États-Unis, n'apporteront pas un point de vue différent sur l'affaire.
Le but de Clymer par ses écrits sera surtout de soutenir ses prétentions à être le principal héritier de la tradition rosicrucienne.
La vérité ne refera surface que des décennies plus tard, en France dans les travaux sur l'histoire des idées concernant Max Théon et le milieu occultiste, et aux États-Unis dans ceux sur les précurseurs des sectes californiennes.
C'est ainsi que ce que tout indique comme ayant été avant tout une affaire financière frauduleuse deviendra une société secrète mythique, confondue avec la véritable Brotherhood of Luxor au sujet de laquelle ni les historiens ni les occultistes ne pourront jamais rien découvrir.

### Ouvrages sur la H. B. of L.
- René Guénon, « Quelques précisions à propos de la H. B. of L. », Le Voile d'Isis,‎ 1925 (lire en ligne, consulté le 19 mai 2016)
- (en) Christian Chanel, John P. Deverney et Joscelyn Godwin, The Hermetic Brotherhood of Luxor : Initiatic and Historical Documents of an Order of Practical Occultism, Dervy, 2000 (1re éd. 1995), 442 p. (lire en ligne)
- (en) Kenneth R. H. Mackenzie, The royal masonic cyclopaedia, Londres, Aquarian, 1877
- Pierre Mariel, Dictionnaire des sociétés secrètes en occident, Paris, Culture, arts, loisirs, 1971
- (en) Sujata Nahar, Mother's chronicles, 3 volumes, Paris, Institut des recherches évolutives, 1985-1989
- (en) Henry Steel Olcott, Old Diary leaves, 5 volumes, Adyar, Theosophical publishing house, 1895-1935

### Ouvrages divers
- (en) Paul R. Anderson, Platonism in the Mid-west, Philadelphie, Temple University, 1963
- Association Politica hermetica, Politica hermetica, numéro 3, Paris, L'Age d'Homme, 1989, 171 p. (ISBN 978-2-8251-0819-2)
- (en) A. T. Barker, The Mahatma letters to A. P. Sinnett from the Mahatmas M. & K. H., Inde, Adyar, 1926, 500 p.
- (en) Francis Barrett, The Magus, or Celestial Intelligencer, Londres, Lackington Allen, 1801
- (en) H. P. Blavatsky, Isis unveiled, 2 volumes, New York, Bouton, 1877
- (en) Emma Hardinge Britten, Ghost Land; or, Researches into the Mysteries of Occultism, Boston, E. H. Britten, 1876
- (en) Emma Hardinge Britten, Autobiography of Emma Hardinge Britten, Manchester, John Heywood, 1900
- (en) Emma Hardinge Britten, Ninetenth century miracles, New York, William Britten, 1884
- (en) Robert Allen Campbell, Phallic worship : an outline of the worship of the generative organs, as being, or as representing the Divine Creator, with suggestions as to the influence of the phallic on religious creeds, ceremonies, customs and symbolism past & present, St Louis, R. A. Campbell & Co, 1887
- (en) R. Swinburne Clymer, The book of rosicruciae. 3 volumes, Quakertown, Quakertown: Philosophical publishing Co, 1947
- collectif, H. B. of l. Textes et Documents Secrets de la Hermetic Brotherhood of Luxor, Paris, Arché Milano, 1988, 149 p. (ISBN 978-88-7252-057-4)
- (en) John Patrick Deveney, Paschal Beverly Randolph : A Nineteenth-Century Black American Spiritualist, Rosicrucian, and Sex Magician, New-York, State University of New York Press, 1996, 607 p. (ISBN 0-7914-3120-7)
- (en) Robert H. Fryar, Sub-Mundances; or, the elementaries of the Cabala : Being the history of Spirits, reprinted from the text from the Abbé de Villars, Physio-astro-magic. Wherein is asserted that there are in existence on Earth rational creatures besides man., UK, Fryar, 1886 (original text 1680)
- (en) Robert H. Fryar, Sexagyma, a digest of the work of John Davenport. "Curiositates eroticae physiologiae" and "Aphrodisiacs and anti-aphrodisiacs" with a bio-bibliographical memoir of the author, UK, FryarPrivately printed for subscribers, 1888
- (en) Robert H. Fryar, The divine pymander of Hermes Mercurius Trismegistus, UK, Fryar, 1884
- (en) Joscelyn Godwin, Saint-Yves d'Alveydre & the Agarthian connection, UK, Hermetic journal, 1986
- (en) T. Allen Greenfield, The Story Of The Hermetic Brotherhood Of Light, Atlanta, Luxor Press, Inc., 1997, 194 p. (ISBN 91-88708-03-9)
- René Guénon, L'erreur spirite, Paris, Éditions Traditionnelles, 1952 (1st ed 1923)
- René Guénon, Le théosophisme, histoire d'une pseudo-religion. Augmented ed., Paris, Éditions Traditionnelles, 1982 (1st ed 1921)
- (en) Godfrey Higgins, Anacalypsis: An attempt to draw aside the veil of saitic Isis, or an inquiry into the origin of languages, nations and religions, 2 volumes, Londres, 1836, 1435 p. (ISBN 1-881316-18-1)
- (en) Ellie Howe, The Alchemist of the Golden Dawn : The letters of the rev. W. A. Ayton to F. L. Gardner and others, 1886-1905, Wellingborough, Aquarian, 1985
- (en) Hargrave Jennings, The rosicrucians, their mythes and mysteries, Londres, J. C. Hotten, 1870 (4st ed revised 1888)
- (en) William Q. Judge, Pratical occultism, Pasadena, Theosophical university press, 1980
- Jean-Pierre Laurant, René Guénon, les Enjeux d'une lecture, Paris, Dervy, 2006, 400 p. (ISBN 2-84454-423-1)
- Jean-Pierre Laurant, Le sens caché selon René Guénon, Lausanne, L'Age d'Homme, 1975
- (en) Paschal Beverly Randolph, Clairvoyance; How to produce it, and perfect it, with an essay on "Hashish, it's benefits and its dangers." Also "How to make the magic glass, or mirror of the dead, by means of which the oriental magi are said to have held intelligent commerce with spirits.", Boston, Albert Renne & Co, 1860
- (en) Paschal Beverly Randolph, The guide to Clairvoyance and clairvoyant's guide. Also a special paper concerning hashish, Boston, Rockwell & Rollins, 1867
- (en) Paschal Beverly Randolph, Eulis! : The History of Love. Being the third revelation of Soul & Sex, Tolède, Paschal Beverly Randolph, 1874
- Alexandre Saint-Yves d'Alveydre, Mission de l'Inde en Europe; Mission de l'Europe en Asie, Dorbon, 1886
- (en) Allan Scott, Origen and the life of the stars, Oxford, Clarendon press, 1991
- Paul Sédir, Les miroirs magiques, Paris, Chamuel, 1895
- Claire Thémanlys, Un séjour chez les grands initiés, Paris, Publications cosmiques, 1931
- (en) Pascal Thémanlys, A way of meditation in the light of the Kabbalah, Jérusalem, Argaman, 1973

### Sources primaires
- Fonds Gérard Encausse dit Papus (1865-1916), Bibliothèque municipale de Lyon, acquis en 1934[N 2]
- (en) Adyar Library and Research centre, fonds créé originellement par Henry Steel Olcott en 1886, puis enrichi de nombreux ouvrages et manuscrits, Bibliothèque de la Société Théosophique, Chennai, Inde, 1886[N 3]
- (en) Houghton Library, université Harvard[N 4]
- (en) Thomas H. Burgoyne, The Light of Egypt, or, the science of the soul and the stars. 2 Volumes, Portland / Denver, Gren Dolphin Bookshop / H. O. Wagner, 1889[N 5]
- (en) Peter Davidson, The Mistletoe and it's philosophy, Loudsville, 1892[N 6]

### Ouvrages divers ayant rapport avec la H. B. of L.
- Montfaucon de Villars, Le Comte de Gabalis, ou entretiens sur les sciences secrètes, 1742 (1re éd. 1670), 218 p. (lire en ligne)
- Max Théon, La tradition Cosmique, 6 volumes, Paris, Publications cosmiques, 1903-1920